# Campeonato Sudamericano de Voleibol Femenino Sub-18 de 2004
El XIV Campeonato Sudamericano de Voleibol Femenino Sub-18 se celebró del 30 de abril al 4 de mayo de 2004 en la ciudad de Guayaquil,
Ecuador. Los equipos nacionales compitieron por dos cupos para el Campeonato Mundial de Voleibol Femenino Sub-18 de 2005 realizado en Macao.

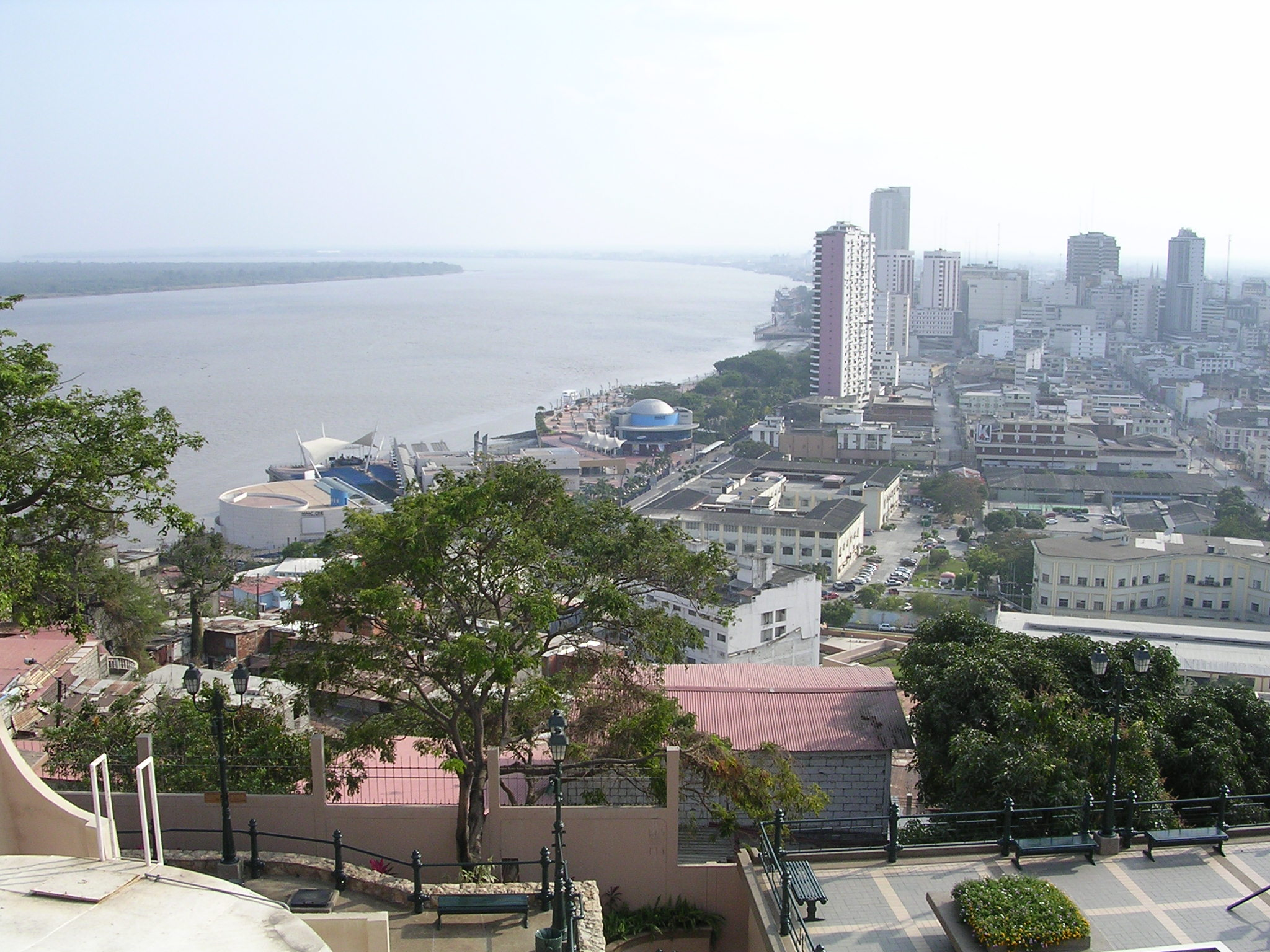
Guayaquil, sede del XIV Campeonato Sudamericano de Voleibol Femenino Sub-18.

## Equipos participantes
- Argentina
- Brasil
- Chile
- Colombia
- Ecuador
- Perú
- Uruguay
- Venezuela

## Grupos
| Grupo A  | Grupo B   |
| -------- | --------- |
| Brasil   | Ecuador   |
| Perú     | Venezuela |
| Uruguay  | Argentina |
| Colombia | Chile     |

## Primera fase

### Grupo A
| Pos | Equipo   | PJ | PG | PP | SF | SC | PTS |
| --- | -------- | -- | -- | -- | -- | -- | --- |
| 1   | Brasil   | 3  | 3  | 0  | 9  | 0  | 6   |
| 2   | Perú     | 3  | 2  | 1  | 6  | 3  | 5   |
| 3   | Colombia | 3  | 1  | 2  | 3  | 6  | 4   |
| 4   | Uruguay  | 3  | 0  | 3  | 0  | 9  | 3   |

#### Resultados
| Fecha    | Encuentro          | Resultado | Set   | Set   | Set   | Set | Set | Puntuación total |
| Fecha    | Encuentro          | Resultado | 1     | 2     | 3     | 4   | 5   | Puntuación total |
| -------- | ------------------ | --------- | ----- | ----- | ----- | --- | --- | ---------------- |
| 30-04-04 | Perú - Uruguay     | 3-0       | 25-08 | 25-09 | 25-15 |     |     | 75-32            |
| 30-04-04 | Brasil - Colombia  | 3-0       | 25-18 | 25-20 | 25-09 |     |     | 75-47            |
| 01-05-04 | Perú - Colombia    | 3-0       | 26-24 | 25-15 | 25-19 |     |     | 76-58            |
| 01-05-04 | Brasil - Uruguay   | 3-0       | 25-11 | 25-07 | 25-14 |     |     | 75-32            |
| 02-05-04 | Uruguay - Colombia | 0-3       | 15-25 | 10-25 | 15-25 |     |     | 40-75            |
| 02-05-04 | Brasil - Perú      | 3-0       | 25-13 | 25-16 | 25-12 |     |     | 75-41            |

### Grupo B
| Pos | Equipo    | PJ | PG | PP | SG | SP | PTS |
| --- | --------- | -- | -- | -- | -- | -- | --- |
| 1   | Argentina | 3  | 3  | 0  | 9  | 3  | 6   |
| 2   | Venezuela | 3  | 2  | 1  | 8  | 3  | 5   |
| 3   | Chile     | 3  | 1  | 2  | 4  | 6  | 4   |
| 4   | Ecuador   | 3  | 0  | 3  | 0  | 9  | 3   |

#### Resultados
| Fecha    | Encuentro             | Resultado | Set   | Set   | Set   | Set   | Set   | Puntuación total |
| Fecha    | Encuentro             | Resultado | 1     | 2     | 3     | 4     | 5     | Puntuación total |
| -------- | --------------------- | --------- | ----- | ----- | ----- | ----- | ----- | ---------------- |
| 30-04-04 | Venezuela - Chile     | 3-0       | 25-20 | 25-23 | 25-22 |       |       | 75-65            |
| 30-04-04 | Argentina - Ecuador   | 3-0       | 25-18 | 25-10 | 25-17 |       |       | 75-45            |
| 01-05-04 | Venezuela - Argentina | 2-3       | 19-25 | 18-25 | 33-31 | 25-21 | 12-15 | 107-117          |
| 01-05-04 | Chile - Ecuador       | 3-0       | 25-17 | 26-24 | 25-12 |       |       | 76-53            |
| 02-05-04 | Chile - Argentina     | 1-3       | 25-15 | 21-25 | 18-25 | 14-25 |       | 78-90            |
| 02-05-04 | Venezuela - Ecuador   | 3-0       | 25-15 | 25-10 | 25-15 |       |       | 75-40            |

### Clasificación para la Fase Final
| – | Clasificado para competir del 1° al 4° lugar. |
| – | Clasificado para competir del 5° al 8° lugar. |

## Fase final

### Final 5° y 7° Puesto
|  | Semifinales | Semifinales |   |         | 5° puesto | 5° puesto |  |
|  |             |             |   |         |           |           |  |
|  |             |             |   |         |           |           |  |
|  |             |             |   |         |           |           |  |
|  | Colombia    | 3           |   |         |           |           |  |
|  | Ecuador     | 0           |   |         |           |           |  |
|  |             |             |   |         |           |           |  |
|  |             |             |   |         |           |           |  |
|  |             |             |   |         | Colombia  | 0         |  |
|  |             | Chile       | 3 |         |           |           |  |
|  |             |             |   |         |           |           |  |
|  |             |             |   |         |           |           |  |
|  |             |             |   |         | 7º puesto |           |  |
|  |             |             |   |         |           |           |  |
|  | Chile       | 3           |   | Ecuador | 2         |           |  |
|  | Uruguay     | 0           |   |         | Uruguay   | 3         |  |

#### Resultados
| Fase      | Fecha    | Encuentro          | Resultado | Set   | Set   | Set   | Set   | Set   | Puntuación total |
| Fase      | Fecha    | Encuentro          | Resultado | 1     | 2     | 3     | 4     | 5     | Puntuación total |
| --------- | -------- | ------------------ | --------- | ----- | ----- | ----- | ----- | ----- | ---------------- |
| Semifinal | 03-15-04 | Colombia - Ecuador | 3-0       | 25-13 | 25-08 | 25-14 |       |       | 75-35            |
| Semifinal | 03-15-04 | Chile - Uruguay    | 3-0       | 25-23 | 25-14 | 25-20 |       |       | 75-57            |
| 7° lugar  | 04-15-04 | Ecuador - Uruguay  | 2-3       | 10-25 | 25-15 | 15-25 | 25-20 | 10-15 | 85-100           |
| 5° lugar  | 04-15-04 | Colombia - Chile   | 0-3       | 18-25 | 19-25 | 25-27 |       |       | 77-62            |

### Final 1º y 3º puesto
|  | Semifinales | Semifinales |   |           | Final     | Final |  |
|  |             |             |   |           |           |       |  |
|  |             |             |   |           |           |       |  |
|  |             |             |   |           |           |       |  |
|  | Brasil      | 3           |   |           |           |       |  |
|  | Venezuela   | 0           |   |           |           |       |  |
|  |             |             |   |           |           |       |  |
|  |             |             |   |           |           |       |  |
|  |             |             |   |           | Brasil    | 3     |  |
|  |             | Argentina   | 1 |           |           |       |  |
|  |             |             |   |           |           |       |  |
|  |             |             |   |           |           |       |  |
|  |             |             |   |           | 3º puesto |       |  |
|  |             |             |   |           |           |       |  |
|  | Argentina   | 3           |   | Venezuela | 3         |       |  |
|  | Perú        | 2           |   |           | Perú      | 1     |  |

#### Resultados
| Fase      | Fecha    | Encuentro          | Resultado | Set   | Set   | Set   | Set   | Set   | Puntuación total |
| Fase      | Fecha    | Encuentro          | Resultado | 1     | 2     | 3     | 4     | 5     | Puntuación total |
| --------- | -------- | ------------------ | --------- | ----- | ----- | ----- | ----- | ----- | ---------------- |
| Semifinal | 03-05-04 | Brasil - Venezuela | 3-0       | 25-16 | 25-14 | 25-18 |       |       | 75-48            |
| Semifinal | 03-05-04 | Argentina - Perú   | 3-2       | 25-21 | 25-22 | 23-25 | 23-25 | 15-12 | 111-105          |
| 3° lugar  | 04-05-04 | Venezuela - Perú   | 3-1       | 14-25 | 25-11 | 25-22 | 25-22 |       | 89-80            |
| Final     | 04-05-04 | Brasil - Argentina | 3-1       | 25-18 | 25-20 | 22-25 | 25-16 |       | 97-79            |

## Posiciones Finales
| \| Pos \| Equipo \| \| --- \| --------- \| \| \| Brasil \| \| \| Argentina \| \| \| Venezuela \| \| 4 \| Perú \| \| 5 \| Chile \| \| 6 \| Colombia \| \| 7 \| Uruguay \| \| 8 \| Ecuador \| | Campeón Brasil 11º Título |
| Pos | Equipo                    |
| | Brasil                    |
| | Argentina                 |
| | Venezuela                 |
| 4 | Perú                      |
| 5 | Chile                     |
| 6 | Colombia                  |
| 7 | Uruguay                   |
| 8 | Ecuador                   |

## Distinciones individuales
- Most Valuable Player
  -  Natalia Pereira (BRA)

| Predecesor: Venezuela 2002 | Campeonato Sudamericano de Voleibol Femenino Sub-18 Ecuador 2004 | Sucesor: Perú 2006 |

- Datos: Q2264431